# آزادراه ام۱۸ (بریتانیا)

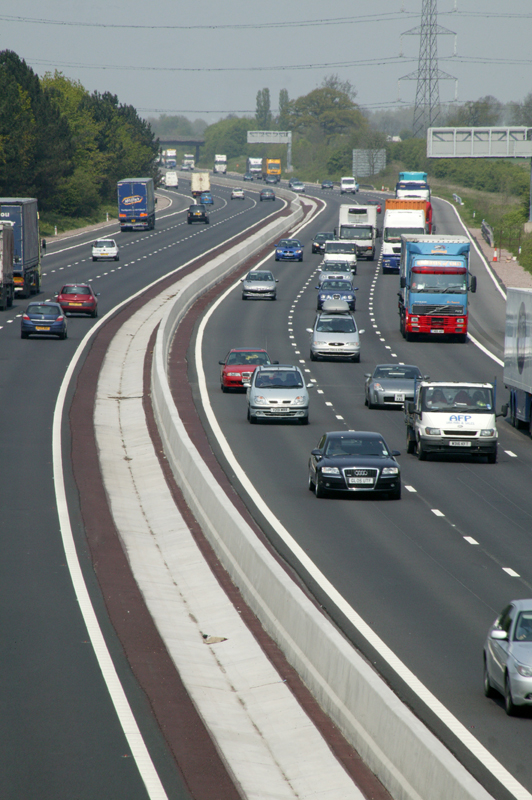
آزادراه ام۱۸ در یورکشایر جنوبی

آزادراه ام۱۸ (به انگلیسی: M18 motorway) یک آزادراه شمال به جنوب در کشور انگلستان است.
این آزادراه که از شهر تورکروفت شروع میشود ۴۲.۶ کیلومتر (۲۶.۵ مایل) مسافت دارد و از شهرهای مهمی مانند راترهام و دونکستر عبور میکند.